# Jan Planinc
Jan Planinc (10 de febrero de 1990) es un jugador profesional de voleibol esloveno, juego de posición receptor/atacante. Desde la temporada 2019/2020, ha estado jugando para el equipo OK Kamnik.

## Palmarés

### Clubes
Campeonato de Eslovenia:
- 2018[2]
- 2012, 2013
- 2017

Campeonato de Grecia:
- 2015

Copa de Eslovenia:
- 2018

### Selección nacional
Juegos Mediterráneos:
- 2009

Liga Europea:
- 2011